# Clay County, Kansas
Clay County är ett administrativt område i delstaten Kansas, USA. År 2010 hade countyt 8 535 invånare. Den administrativa huvudorten (county seat) är Clay Center.

## Geografi
Enligt United States Census Bureau har countyt en total area på 1 698 km². 1 638 km² av den arean är land och 30 km² är vatten.

### Angränsande countyn
- Washington County - nord
- Riley County - öst
- Geary County - sydost
- Dickinson County - syd
- Ottawa County - sydväst
- Cloud County - väst

### Orter
- Clay Center (huvudort)
- Clifton (delvis i Washington County)
- Green
- Longford
- Morganville
- Oak Hill
- Vining (delvis i Washington County)
- Wakefield